# CEV Champions League 2009-2010 (maschile)
La CEV Indesit Champions League 2009-2010 è stata la 51ª edizione del massimo torneo pallavolistico europeo, e come ogni anno è stata organizzata dalla Confédération Européenne de Volleyball (CEV).
Il torneo ha preso il via il 2 dicembre 2009, con la prima giornata della fase a gironi, ed è terminato il 2 maggio 2010 con la disputa delle finali a Łódź.

## Sistema di qualificazione
All'edizione del 2008-2009 prendono parte 24 squadre provenienti dalle 54 federazioni affiliate alla CEV. Per ogni federazione partecipa un certo numero di club a seconda della Ranking List aggiornata annualmente; federazioni con un coefficiente maggiore hanno più club rispetto a quelle con un punteggio minore. Il massimo di compagini per ogni nazione è di tre, privilegio riservato per questa edizione solo all'Italia. Con questo metodo sono state scelte 21 formazioni, mentre le ultime 3 restanti furono inserite tramite "wild cards" a discrezione della CEV.

Di seguito è riportato lo schema di qualificazione (su base Ranking List 2009):
- Posizione 1 ( Italia): 3 squadre
- Posizioni 2-7 ( Russia,  Grecia,  Polonia,  Spagna,  Francia,  Belgio): 2 squadre
- Posizioni 8-14 ( Germania,  Austria,  Rep. Ceca,  Montenegro,  Turchia,  Serbia): 1 squadra

Le wild cards sono state assegnate alla Polonia (che presenta quindi tre squadre), alla Slovenia e alla Bulgaria.

## Eventi
Inizialmente il termine del torneo era previsto per l'11 aprile 2010, con la disputa delle finali a Łódź. Il giorno delle semifinali fu però oscurato dalla morte del presidente polacco Lech Kaczyński e di altre importanti figure politiche nazionali; questo evento costrinse la CEV a decidere per un rinvio della Final Four della manifestazione. Le nuove date furono trovate nel weekend del 2 maggio.

## Fase a gironi
Il sorteggio per la definizione dei gironi della prima fase si è tenuto il 26 giugno 2009 a Vienna, contemporaneamente con la definizione dei gironi della Champions League femminile.

### Gironi
| Girone A                                          | Girone B                             | Girone C                              | Girone D                                            | Girone E                                                  | Girone F                                    |
| ------------------------------------------------- | ------------------------------------ | ------------------------------------- | --------------------------------------------------- | --------------------------------------------------------- | ------------------------------------------- |
| Olympiakos Dinamo Mosca České Budějovice Trentino | Zenit-Kazan Tours Almería CSKA Sofia | Maaseik Lube Tirol Budvanska rivijera | Skra Bełchatów Roeselare Teruel Radnički Kragujevac | Piacenza Panathīnaïkos Friedrichshafen Jastrzębski Węgiel | Paris Asseco Resovia İstanbul BB ACH Volley |

### Risultati
| Gruppo A |                             |     |                                   |
|          |                             |     |                                   |
| 2-12     | Olympiakos-Trentino         | 2-3 | 28-26, 25-19, 18-25, 22-25, 9-15  |
| 2-12     | Ceské Budejovice-Mosca      | 1-3 | 36-34, 14-25, 9-25, 23-25         |
| 8-12     | Mosca-Olympiakos            | 3-1 | 27-25, 25-20, 21-25, 25-22        |
| 10-12    | Trentino-Ceské Budejovice   | 3-0 | 25-14, 25-19, 25-20               |
| 16-12    | Olimpiakos-Ceské Budejovice | 3-0 | 25-17, 25-23, 25-18               |
| 16-12    | Trentino-Mosca              | 3-0 | 25-18, 25-23, 25-11               |
| 5-1      | Mosca-Trentino              | 3-1 | 23-25, 25-21, 25-21, 25-17        |
| 6-1      | Ceské Budejovice-Olympiakos | 0-3 | 16-25, 22-25, 19-25               |
| 13-1     | Ceské Budejovice-Trentino   | 1-3 | 22-25, 18-25, 25-23, 20-25        |
| 13-1     | Olympiakos-Mosca            | 3-2 | 25-22, 23-25, 25-23, 23-25, 15-10 |
| 20-1     | Mosca-Ceské Budejovice      | 3-0 | 25-17, 25-15, 25-19               |
| 20-1     | Trentino-Olympiakos         | 2-3 | 23-25, 25-14, 21-25, 25-23, 13-15 |

| Gruppo B |               |     |                                   |
|          |               |     |                                   |
| 2-12     | Kazan-Sofia   | 3-1 | 24-26, 25-23, 25-18, 25-17        |
| 2-12     | Tours-Almeria | 3-2 | 24-26, 25-22, 27-25, 20-25, 15-9  |
| 10-12    | Almeria-Kazan | 0-3 | 14-25, 20-25, 16-25               |
| 10-12    | Sofia-Tours   | 3-2 | 25-23, 25-19, 23-25, 18-25, 15-13 |
| 15-12    | Sofia-Almeria | 3-2 | 25-21, 21-25, 25-19, 16-25, 15-9  |
| 16-12    | Kazan-Tours   | 3-1 | 21-25, 25-20, 25-19, 25-17        |
| 7-1      | Almeria-Sofia | 3-0 | 25-18, 25-17, 25-22               |
| 7-1      | Tours-Kazan   | 1-3 | 25-20, 25-27, 23-25, 23-25        |
| 12-1     | Tours-Sofia   | 3-0 | 25-23, 25-18, 25-16               |
| 13-1     | Kazan-Almeria | 3-0 | 25-15, 25-20, 29-27               |
| 20-1     | Almeria-Tours | 3-2 | 25-21, 25-12, 16-25, 22-25, 15-13 |
| 20-1     | Sofia-Kazan   | 3-1 | 23-25, 25-19, 25-18, 25-23        |

| Gruppo C |                          |     |                                   |
|          |                          |     |                                   |
| 2-12     | Maaseik-Rivijera Budva   | 3-1 | 24-26, 25-20, 25-16, 25-17        |
| 2-12     | Macerata-Innsbruck       | 3-0 | 25-23, 25-22, 25-17               |
| 8-12     | Innsbruck-Maaseik        | 3-0 | 25-18, 25-21, 25-21               |
| 10-12    | Rivijera Budva-Macerata  | 1-3 | 25-21, 25-27, 33-35, 21-25        |
| 15-12    | Maaseik-Macerata         | 3-2 | 25-22, 25-22, 16-25, 21-25, 15-11 |
| 17-12    | Rivijera Budva-Innsbruck | 3-2 | 25-23, 20-25, 25-23, 21-25, 15-8  |
| 5-1      | Innsbruck-Rivijera Budva | 3-1 | 23-25, 25-20, 25-18, 25-18        |
| 6-1      | Macerata-Maaseik         | 3-0 | 25-19, 25-23, 25-20               |
| 13-1     | Macerata-Rivijera Budva  | 3-0 | 25-20, 25-18, 25-20               |
| 13-1     | Maaseik-Innsbruck        | 2-3 | 25-15, 19-25, 25-12, 22-25, 12-15 |
| 20-1     | Innsbruck-Macerata       | 1-3 | 25-22, 23-25, 18-25, 24-26        |
| 20-1     | Rivijera Budva-Maaseik   | 1-3 | 20-25, 25-27, 25-21, 22-25        |

| Gruppo D |                       |     |                                   |
|          |                       |     |                                   |
| 2-12     | Cai Teruel-Belchatow  | 3-2 | 20-25, 22-25, 25-16, 25-22, 15-12 |
| 2-12     | Kragujevac-Roeselare  | 1-3 | 23-25, 20-25, 25-22, 17-25        |
| 9-12     | Roeselare-Cai Teruel  | 3-1 | 25-22, 25-19, 18-25, 25-20        |
| 9-12     | Belchatow-Kragujevac  | 3-0 | 25-20, 25-21, 25-21               |
| 16-12    | Cai Teruel-Kragujevac | 3-0 | 25-17, 25-16, 25-22               |
| 16-12    | Belchatow-Roeselare   | 3-0 | 25-21, 25-22, 34-32               |
| 6-1      | Roeselare-Belchatow   | 2-3 | 25-22, 25-19, 13-25, 13-25, 13-15 |
| 6-1      | Kragujevac-Cai Teruel | 1-3 | 23-25, 17-25, 25-23, 26-28        |
| 13-1     | Kragujevac-Belchatow  | 0-3 | 23-25, 28-30, 23-25               |
| 14-1     | Cai Teruel-Roeselare  | 1-3 | 21-25, 25-18, 15-25, 21-25        |
| 20-1     | Roeselare-Kragujevac  | 3-0 | 25-18, 25-14, 25-19               |
| 20-1     | Belchatow-Cai Teruel  | 3-0 | 26-24, 25-20, 29-27               |

| Gruppo E |                             |     |                                   |
|          |                             |     |                                   |
| 2-12     | Friedrichshafen-Piacenza    | 3-0 | 25-18, 29-27, 25-18               |
| 2-12     | Jastrzębski-Atene           | 1-3 | 22-25, 25-23, 21-25, 28-30        |
| 9-12     | Atene-Friedrichshafen       | 0-3 | 20-25, 21-25, 20-25               |
| 9-12     | Piacenza-Jastrzębski        | 3-0 | 25-17, 25-21, 25-18               |
| 15-12    | Piacenza-Atene              | 1-3 | 16-25, 25-17, 26-28, 23-25        |
| 16-12    | Friedrichshafen-Jastrzębski | 3-1 | 26-24, 25-23, 22-25, 25-17        |
| 6-1      | Jastrzębski-Friedrichshafen | 3-2 | 34-32, 25-22, 23-25, 20-25, 15-13 |
| 7-1      | Atene-Piacenza              | 3-1 | 22-25, 25-22, 29-27, 25-20        |
| 13-1     | Jastrzębski-Piacenza        | 3-2 | 18-25, 25-19, 19-25, 25-19, 15-11 |
| 13-1     | Friedrichshafen-Atene       | 3-0 | 25-20, 25-19, 25-15               |
| 20-1     | Atene-Jastrzębski           | 3-0 | 25-16, 25-20, 25-22               |
| 20-1     | Piacenza-Friedrichshafen    | 3-0 | 25-15, 25-18, 25-22               |

| Gruppo F |                  |     |                                   |
|          |                  |     |                                   |
| 2-12     | Istanbul-Parigi  | 3-0 | 25-17, 25-19, 25-23               |
| 2-12     | Rzeszów-Bled     | 3-2 | 25-21, 22-25, 26-28, 25-14, 16-14 |
| 9-12     | Bled-Istanbul    | 3-2 | 19-25, 28-26, 19-25, 25-22, 15-10 |
| 9-12     | Parigi-Rzeszów   | 1-3 | 26-24, 21-25, 20-25, 21-25        |
| 15-12    | Parigi-Bled      | 0-3 | 22-25, 13-25, 16-25               |
| 16-12    | Istanbul-Rzeszów | 1-3 | 13-25, 16-25, 25-21, 21-25        |
| 6-1      | Bled-Parigi      | 3-2 | 20-25, 18-25, 25-21, 25-22, 15-10 |
| 6-1      | Rzeszów-Istanbul | 3-0 | 25-18, 25-17, 25-21               |
| 13-1     | Rzeszów-Parigi   | 2-3 | 25-21, 21-25, 20-25, 25-17, 10-15 |
| 13-1     | Istanbul-Bled    | 3-0 | 25-23, 25-20, 25-21               |
| 20-1     | Bled-Rzeszów     | 1-3 | 17-25, 25-16, 20-25, 18-25        |
| 20-1     | Parigi-Istanbul  | 3-1 | 25-23, 24-26, 25-23, 25-19        |

### Classifica gironi
| Gruppo A | Gruppo A      | Gruppo A | Partite | Partite | Set | Set | Set   | Punti Set | Punti Set | Punti Set |
| #        | Squadra       | Pt       | V       | P       | V   | P   | Qz    | V         | P         | Qz        |
| -------- | ------------- | -------- | ------- | ------- | --- | --- | ----- | --------- | --------- | --------- |
| 1        | Trentino      | 10       | 4       | 2       | 15  | 9   | 1.667 | 549       | 492       | 1.116     |
| 2        | Mosca         | 10       | 4       | 2       | 14  | 9   | 1.556 | 537       | 495       | 1.085     |
| 3        | Olympiakos    | 10       | 4       | 2       | 15  | 10  | 1.500 | 557       | 535       | 1.041     |
| 4        | C. Budejovice | 6        | 0       | 6       | 2   | 18  | 0.111 | 386       | 507       | 0.761     |

| Gruppo B | Gruppo B   | Gruppo B | Partite | Partite | Set | Set | Set   | Punti Set | Punti Set | Punti Set |
| #        | Squadra    | Pt       | V       | P       | V   | P   | Qz    | V         | P         | Qz        |
| -------- | ---------- | -------- | ------- | ------- | --- | --- | ----- | --------- | --------- | --------- |
| 1        | Kazan      | 11       | 5       | 1       | 16  | 6   | 2.667 | 531       | 471       | 1.127     |
| 2        | CSKA Sofia | 9        | 3       | 3       | 10  | 14  | 0.714 | 504       | 538       | 0.937     |
| 3        | Tours      | 8        | 2       | 4       | 12  | 14  | 0.857 | 564       | 566       | 0.996     |
| 4        | Almeria    | 8        | 2       | 4       | 10  | 14  | 0.714 | 496       | 520       | 0.954     |

| Gruppo C | Gruppo C       | Gruppo C | Partite | Partite | Set | Set | Set   | Punti Set | Punti Set | Punti Set |
| #        | Squadra        | Pt       | V       | P       | V   | P   | Qz    | V         | P         | Qz        |
| -------- | -------------- | -------- | ------- | ------- | --- | --- | ----- | --------- | --------- | --------- |
| 1        | Macerata       | 11       | 5       | 1       | 17  | 5   | 3.400 | 536       | 478       | 1.121     |
| 2        | Innsbruck      | 9        | 3       | 3       | 12  | 12  | 1.000 | 521       | 523       | 0.996     |
| 3        | Maaseik        | 9        | 3       | 3       | 11  | 13  | 0.846 | 524       | 518       | 1.012     |
| 4        | Rivijera Budva | 7        | 1       | 5       | 7   | 17  | 0.412 | 520       | 582       | 0.893     |

| Gruppo D | Gruppo D            | Gruppo D | Partite | Partite | Set | Set | Set   | Punti Set | Punti Set | Punti Set |
| #        | Squadra             | Pt       | V       | P       | V   | P   | Qz    | V         | P         | Qz        |
| -------- | ------------------- | -------- | ------- | ------- | --- | --- | ----- | --------- | --------- | --------- |
| 1        | Bełchatów           | 11       | 5       | 1       | 17  | 5   | 3.400 | 525       | 478       | 1.098     |
| 2        | Roeselare           | 10       | 4       | 2       | 14  | 9   | 1.556 | 522       | 494       | 1.057     |
| 3        | Cai Teruel          | 9        | 3       | 3       | 11  | 12  | 0.917 | 522       | 512       | 1.020     |
| 4        | Radnički Kragujevac | 6        | 0       | 6       | 2   | 18  | 0.111 | 418       | 503       | 0.831     |

| Gruppo E | Gruppo E        | Gruppo E | Partite | Partite | Set | Set | Set   | Punti Set | Punti Set | Punti Set |
| #        | Squadra         | Pt       | V       | P       | V   | P   | Qz    | V         | P         | Qz        |
| -------- | --------------- | -------- | ------- | ------- | --- | --- | ----- | --------- | --------- | --------- |
| 1        | Friedrichshafen | 10       | 4       | 2       | 14  | 7   | 2.000 | 499       | 459       | 1.087     |
| 2        | Panathīnaïkos   | 10       | 4       | 2       | 12  | 9   | 1.333 | 489       | 488       | 1.002     |
| 3        | Piacenza        | 8        | 2       | 4       | 10  | 12  | 0.833 | 496       | 488       | 1.016     |
| 4        | Jastrzębski     | 8        | 2       | 4       | 8   | 16  | 0.500 | 518       | 567       | 0.914     |

| Gruppo F | Gruppo F       | Gruppo F | Partite | Partite | Set | Set | Set   | Punti Set | Punti Set | Punti Set |
| #        | Squadra        | Pt       | V       | P       | V   | P   | Qz    | V         | P         | Qz        |
| -------- | -------------- | -------- | ------- | ------- | --- | --- | ----- | --------- | --------- | --------- |
| 1        | Asseco Resovia | 11       | 5       | 1       | 17  | 8   | 2.125 | 576       | 504       | 1.143     |
| 2        | Bled           | 9        | 3       | 3       | 12  | 13  | 0.923 | 530       | 542       | 0.978     |
| 3        | İstanbul BB    | 8        | 2       | 4       | 10  | 12  | 0.833 | 480       | 499       | 0.962     |
| 4        | Parigi         | 8        | 2       | 4       | 9   | 15  | 0.600 | 503       | 544       | 0.925     |

## Playoff a 12
I sorteggi per gli accoppiamenti dei playoff a 12 si sono svolti il 21 gennaio 2010 a Lussemburgo ( Lussemburgo), alla presenza del comitato esecutivo della CEV. In quest'occasione è stata anche scelta la città polacca di Łódź come organizzatrice della Final Four. Conseguentemente la squadra del PGE Skra Bełchatów, vincitrice del girone D, è stata qualificata d'ufficio alle semifinali; il suo posto nel sorteggio è stato preso dalla miglior terza della fase a gironi, la squadra greca dell'Olympiakos, proveniente dal girone A.
| Andata |                           |     |                                   |
|        |                           |     |                                   |
| 9-2    | Trentino-Roeselare        | 3-1 | 25-19, 21-25, 25-18, 25-22        |
| 10-2   | Sofia-Rzeszów             | 1-3 | 19-25, 16-25, 25-22, 22-25        |
| 10-2   | Friedrichshafen-Innsbruck | 3-1 | 26-28, 25-16, 25-23, 25-14        |
| 10-2   | Bled-Macerata             | 3-2 | 15-25, 25-22, 20-25, 34-32, 18-16 |
| 10-2   | Mosca-Atene               | 3-0 | 25-23, 25-21, 25-19               |
| 10-2   | Olympiakos-Kazan          | 3-1 | 25-21, 20-25, 25-20, 25-19        |

| Ritorno |                           |     |                                   |
|         |                           |     |                                   |
| 17-2    | Roeselare-Trentino        | 1-3 | 26-28, 25-18, 21-25, 14-25        |
| 17-2    | Rzeszów-Sofia             | 3-0 | 25-20, 25-15, 25-18               |
| 17-2    | Innsbruck-Friedrichshafen | 3-0 | 25-22, 25-18, 25-17               |
| 17-2    | Macerata-Bled             | 2-3 | 23-25, 25-17, 25-20, 19-25, 12-15 |
| 18-2    | Atene-Mosca               | 2-3 | 25-18, 14-25, 27-25, 32-34, 12-15 |
| 17-2    | Kazan-Olympiakos          | 3-2 | 21-25, 25-20, 25-19, 27-29, 15-8  |

## Playoff a 6
Gli accoppiamenti dei playoff a 6 si sono svolti contemporaneamente a quelli dei playoff a 12, il 21 gennaio. Questa fase vede la partecipazione, per la prima volta nella loro storia, degli austriaci del Hypo Tirol Innsbruck e degli sloveni dell'ACH Volley Bled, che hanno elimano nel doppio confronto i più favoriti tedeschi del Verein für Bewegungsspiele Friedrichshafen e gli italiani della Lube Banca Marche Macerata.
| Andata |                  |     |                            |
|        |                  |     |                            |
| 3-3    | Trentino-Rzeszów | 3-0 | 27-25, 25-18, 25-17        |
| 3-3    | Innsbruck-Bled   | 3-1 | 25-20, 26-24, 14-25, 25-19 |
| 3-3    | Mosca-Olympiakos | 3-1 | 25-17, 22-25, 25-22, 25-22 |

| Ritorno |                  |     |                                              |
|         |                  |     |                                              |
| 9-3     | Rzeszów-Trentino | 1-3 | 18-25, 28-26, 21-25, 18-25                   |
| 10-3    | Bled-Innsbruck   | 3-1 | 25-20, 19-25, 25-20, 25-19 golden set: 15-10 |
| 10-3    | Olympiakos-Mosca | 1-3 | 32-34, 25-22, 16-25, 27-29                   |

## Final Four
La Final Four si disputerà a Łódź ( Polonia), e la sede degli incontri è stata ritrovata nell'Atlas Arena, già sede della finale del Campionato europeo femminile di pallavolo 2009.
Gli accoppiamenti della Final Four, stabiliti dal regolamento CEV, prevedono che in caso di qualificazione di due squadre della stessa nazione, queste si incontrino in semifinale. Nel caso, invece, della presenza di squadre di nazioni diverse, verrà effettuato un nuovo sorteggio.
|  | Semifinali | Semifinali | Semifinali |          |       | Finale             | Finale             | Finale             |  |
|  |            |            |            |          |       |                    |                    |                    |  |
|  | Bełchatów  | Bełchatów  | 1          |          |       |                    |                    |                    |  |
|  | Bełchatów  | Bełchatów  | 1          |          |       |                    |                    |                    |  |
|  | Mosca      | Mosca      | 3          |          |       |                    |                    |                    |  |
|  | Mosca      | Mosca      | 3          |          | Mosca | Mosca              | 0                  |                    |  |
|  |            |            |            |          | Mosca | Mosca              | 0                  |                    |  |
|  |            |            | Trentino   | Trentino | 3     |                    |                    |                    |  |
|  | Trentino   | Trentino   | Trentino   | Trentino | 3     | 3                  |                    |                    |  |
|  | Trentino   | Trentino   |            |          |       | 3                  |                    |                    |  |
|  | Bled       | Bled       | 1          |          |       | Finale 3º/4º posto | Finale 3º/4º posto | Finale 3º/4º posto |  |
|  | Bled       | Bled       | 1          |          |       |                    |                    |                    |  |
|  |            |            |            |          |       |                    |                    |                    |  |
|  |            |            |            |          |       | Bełchatów          | Bełchatów          | 3                  |  |
|  |            |            |            |          |       | Bełchatów          | Bełchatów          | 3                  |  |
|  |            |            |            |          |       | Bled               | Bled               | 1                  |  |

| Semifinali |                   |     |                            |
|            |                   |     |                            |
| 1-5        | Bełchatów - Mosca | 1-3 | 25-23, 19-25, 21-25, 17-25 |
| 1-5        | Trentino - Bled   | 3-1 | 25-13, 23-25, 25-21, 25-17 |

| Finale 3º/4º posto |                  |     |                            |
|                    |                  |     |                            |
| 2-5                | Bełchatów - Bled | 3-1 | 25-16, 22-25, 31-29, 25-20 |

| Finale |                  |     |                     |
|        |                  |     |                     |
| 2-5    | Mosca - Trentino | 0-3 | 12-25, 20-25, 21-25 |

### Premi individuali
| Premio                        | Nazionalità | Giocatore         | Squadra         |
| ----------------------------- | ----------- | ----------------- | --------------- |
| MVP                           | Cuba        | Osmany Juantorena | Trentino Volley |
| Miglior realizzatore          | Polonia     | Mariusz Wlazły    | Skra Bełchatów  |
| Miglior schiacciatore         | Brasile     | Dante do Amaral   | Dinamo Mosca    |
| Miglior ricevitore            | Canada      | Daniel Lewis      | ACH Volley Bled |
| Miglior giocatore al servizio | Cuba        | Osmany Juantorena | Trentino Volley |
| Miglior giocatore a muro      | Slovenia    | Matevž Kamnik     | ACH Volley Bled |
| Miglior palleggiatore         | Polonia     | Łukasz Żygadło    | Trentino Volley |
| Miglior libero                | Italia      | Andrea Bari       | Trentino Volley |